# Явор (Опочинський повіт)
Явор (пол. Jawor) — село в Польщі, у гміні Мнішкув Опочинського повіту Лодзинського воєводства.
Населення — 124 особи (2011).
У 1975—1998 роках село належало до Пйотрковського воєводства.

## Демографія
Демографічна структура станом на 31 березня 2011 року:
|          | Загалом | Допрацездатний вік | Працездатний вік | Постпрацездатний вік |
| -------- | ------- | ------------------ | ---------------- | -------------------- |
| Чоловіки | 64      | 21                 | 35               | 8                    |
| Жінки    | 60      | 13                 | 33               | 14                   |
| Разом    | 124     | 34                 | 68               | 22                   |